# Westpolessische Sprache

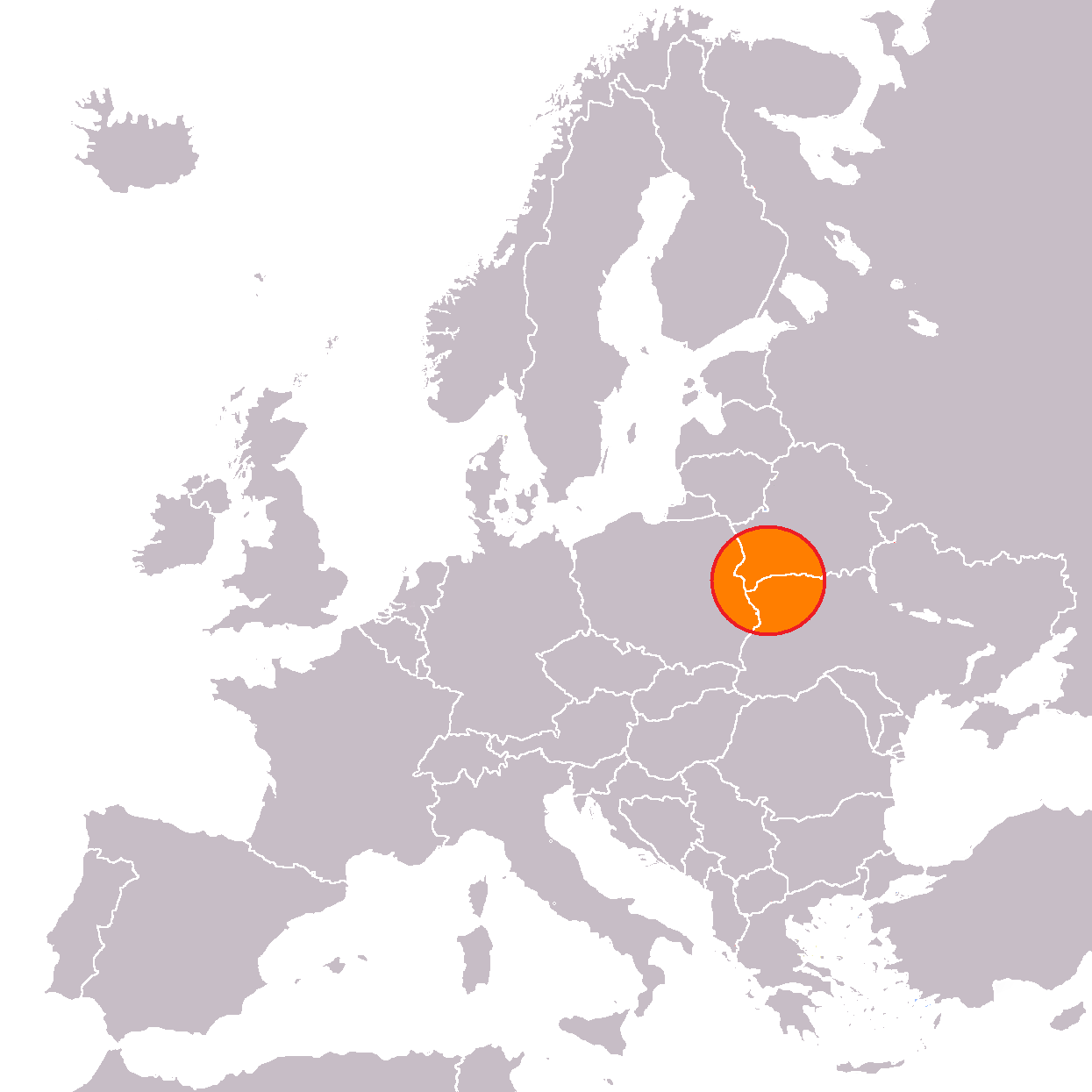
Verbreitungsgebiet der westpolessischen Sprache

Westpolessisch (auch: Westpolesisch) wird im Südwesten von Belarus, im Nordwesten der Ukraine und in den östlichen Randgebieten Polens gesprochen. Es weist Merkmale einer Übergangssprache zwischen Ukrainisch und Belarussisch auf und zählt somit zu den ostslawischen Sprachen. Geschrieben wird Westpolessisch im kyrillischen Alphabet.
Westpolessisch hat in keinem Staat offiziellen Status und wird fast ausschließlich zur privaten Kommunikation gebraucht. Versuche in den 1990er Jahren, eine dialektübergreifende Standardsprache zu schaffen, hatten wenig Erfolg.